# Choekyi Gyaltsen
Lobsang Trinley Lhündrub Chökyi Gyaltsen (nascido Gönbo Cêdän; 19 de fevereiro de 1938 – 28 de janeiro de 1989) foi o décimo Panchen Lama do Budismo Tibetano. Segundo  o budismo tibetano, os Panchen Lamas são emanações vivas do Buda Amitabha. Ele era frequentemente referido simplesmente como Choekyi Gyaltsen.

## Biografia
A linha de encarnação do Paṇchen Lama começou no século XVII depois que o 5º Dalai Lama deu o título a Chokyi Gyeltsen e o declarou uma emanação do Buda Amitaba.   Oficialmente, tornou-se o primeiro Panchen Lama da linhagem, embora também tivesse sido o décimo sexto abade do Mosteiro de Tashilhunpo.
O 10º Panchen Lama nasceu como Gonpo Tseten em 19 de fevereiro de 1938, em Bido, hoje condado autônomo de Xunhua Salar de Qinghai, conhecido como Amdo. Seu pai também se chamava Gonpo Tseten e sua mãe era Sonam Drolma. Após a morte do 9° Panchen Lama em 1937, duas buscas simultâneas pelo décimo Panchen Lama produziram meninos diferentes, com o governo em Lhasa preferindo um menino de Xikang, e os khenpos e associados do Nono Panchen Lama escolhendo Gonpo Tseten. Em 3 de junho de 1949, o  governo da República da China declarou o seu apoio a Gonpo Tseten.
Em 11 de junho de 1949, aos doze anos de idade no sistema de contagem tibetano, Gonpo Tseten foi entronizado no principal mosteiro Gelugpa em Amdo, o mosteiro Kumbum Jampa Ling  como o 10º Panchen Lama e recebeu o nome de Lobsang Trinley Lhündrub Chökyi Gyaltsen. Estiveram presentes também Guan Jiyu, chefe da Comissão de Assuntos Mongóis e Tibetanos, e o Governador da Kuomintang de Qinghai, Ma Bufang. Ainda em Lhasa, o Dalai Lama reconheceu o Panchen Lama Choekyi Gyaltsen alguns anos depois, após se conhecerem.
Depois de uma viagem pelo Tibete,  em maio de 1962  Lobsang encontrou-se com Zhou Enlai para discutir uma petição em nome do povo tibetano. A petição terminava num documento denunciando a vida difícil dos tibetanos, oprimidos pelas rígidas  regras chinesas. Inicialmente este documento não surtiu efeito, mas em Outubro de 1962 a China demonstrou todo o seu ressentimento por aquela disposição, e a situação agravou-se então com o início da Revolução Cultural Chinesa.
Em 1968, Lobsang foi preso, libertado apenas em 1977 e forçado a prisão domiciliar em Pequim até 1982. Após a sua libertação, foi considerado pelas autoridades chinesas como uma pessoa “politicamente reabilitada”, tanto que mereceu o cargo de vice-presidente da Assembleia Popular Nacional.
Em 1979 casou-se com Li Jie, uma chinesa, e em 1983 teve uma filha, chamada Yabshi Pan Rinzinwangmo. Popularmente conhecida como a "Princesa do Tibete", ela é considerada importante no budismo tibetano e na política tibetano-chinesa, pois é a única descendente conhecida nos mais de 620 anos de história das Panchen Lama ou Dalai Lama linhagens de reencarnação.

### Morte
Em 1989, o 10º Panchen Lama morreu em Shigatse, aos 51 anos, cinco dias depois de fazer um discurso público denunciando a política da China no Tibete.
Após a sua morte, o atual Dalai Lama decidiu reabilitar o nome de Lobsang Trinley Lhündrub Chökyi Gyaltsen, afirmando que, naquele contexto histórico específico, a sua forma de agir pode ter parecido ambígua e não condizente com o cargo que ocupava, mas cada uma de suas ações visava proteger o povo tibetano.
Além disso, o 10º Panchen Lama foi responsável pela construção do  monumento funerário Tashi Langyar, construído em memória do quinto ao nono Panchen Lamas, que viram os seus túmulos originais destruídos durante a Revolução Cultural Chinesa. Este túmulo está localizado no Mosteiro de Tashilhunpo.